# Robijn (korund)

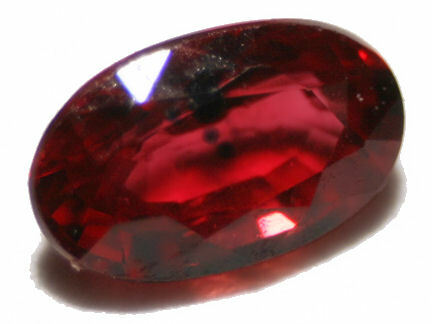
Geslepen robijn.

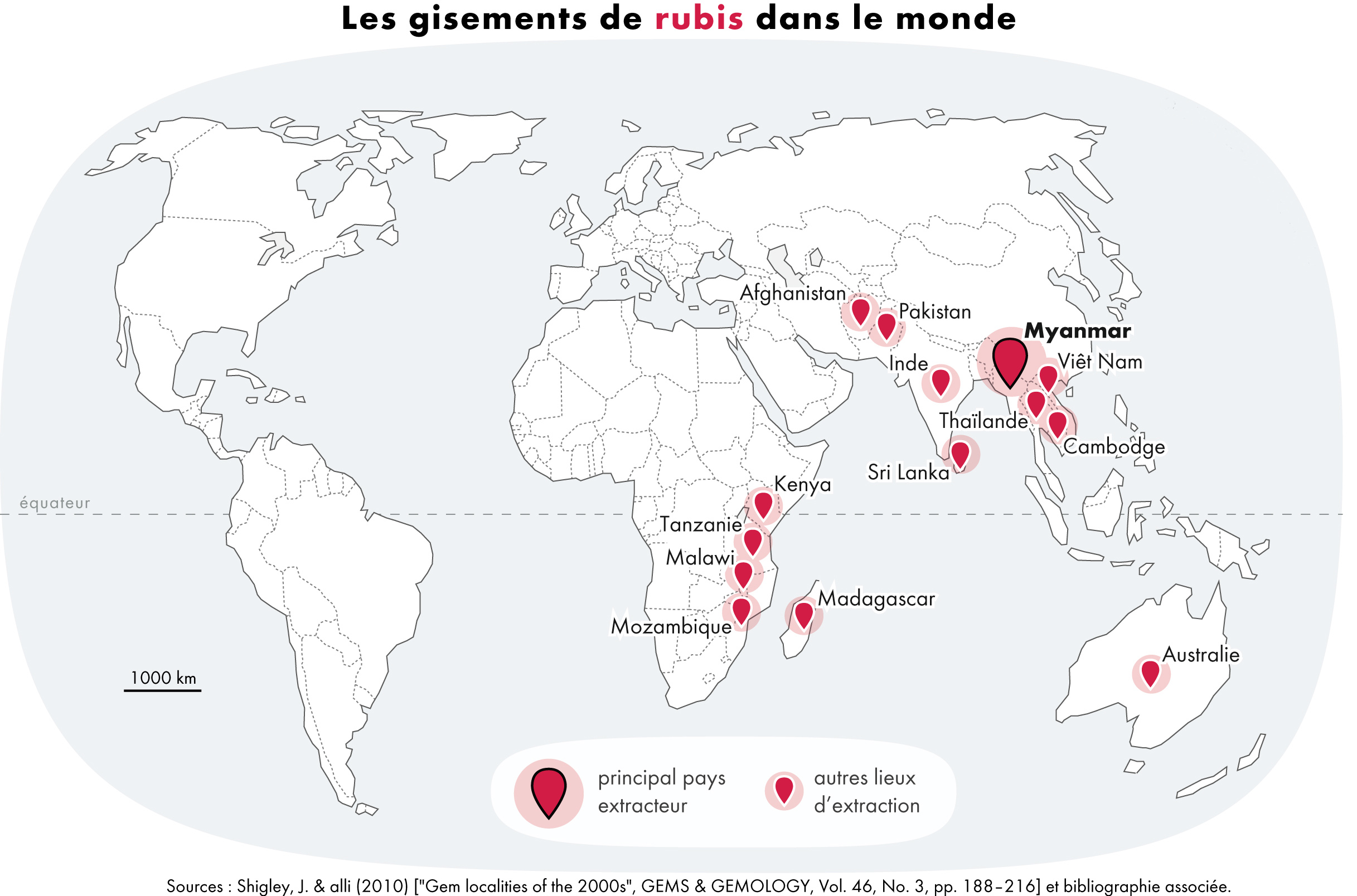
Belangrijkste robijn producerende landen

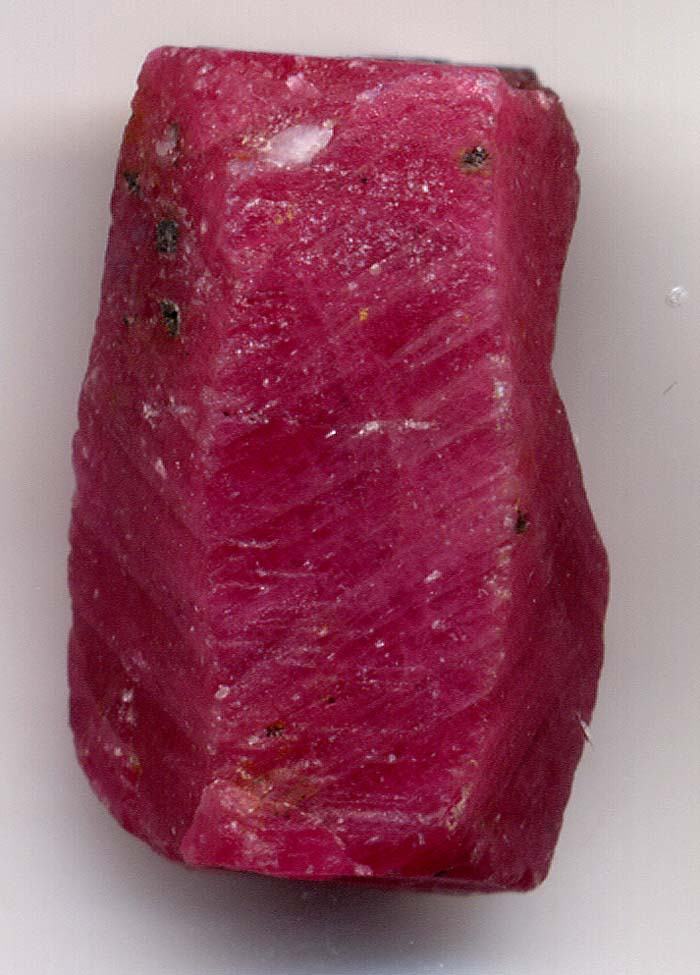
Robijn voor splijting. Lengte: 2 cm.

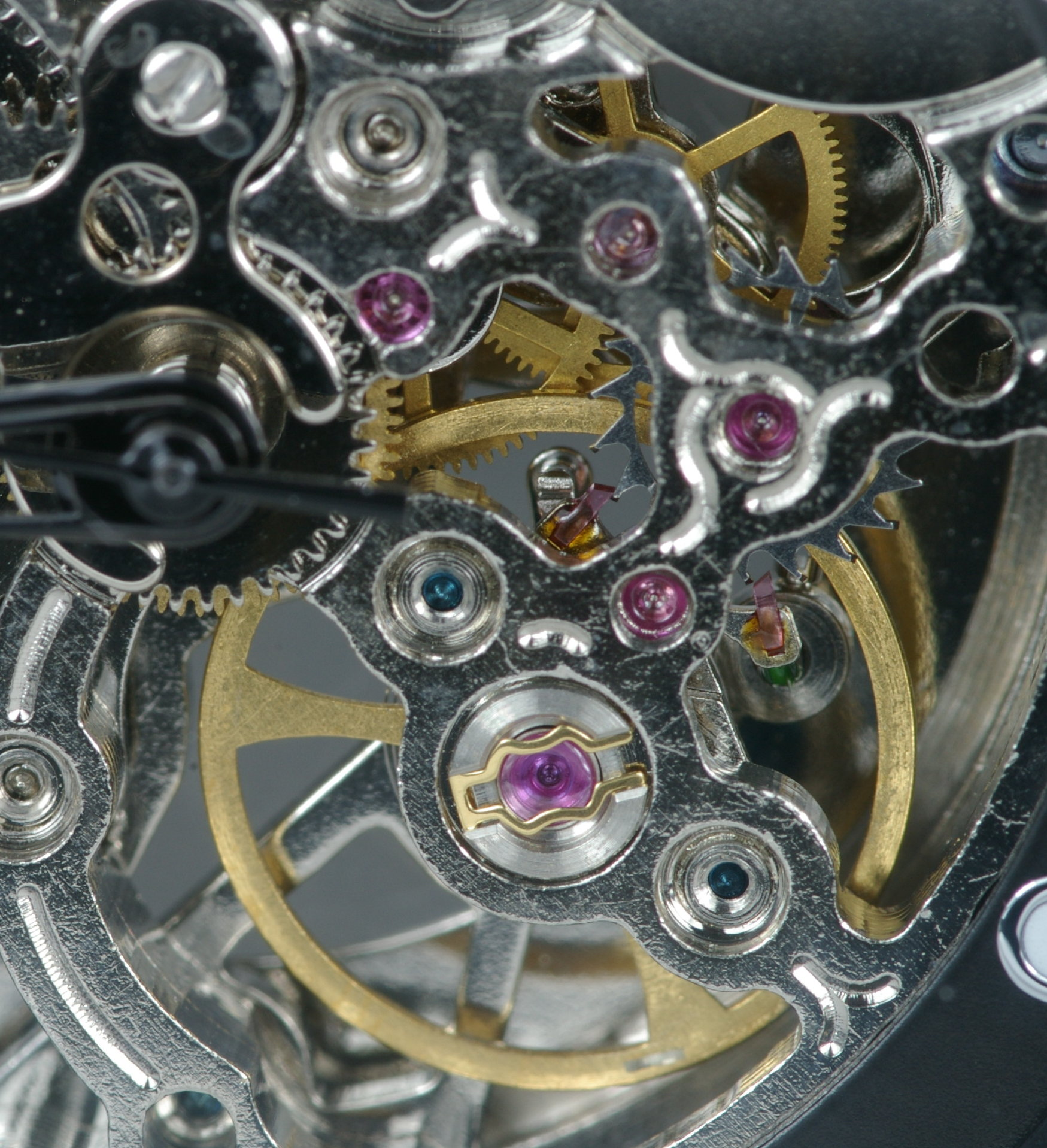
Robijnlagers in een horloge

Een robijn (afgeleid van het Latijnse ruber, "rood") is een rode edelsteen, een variëteit van het mineraal korund waarin de kleur hoofdzakelijk door chroom wordt veroorzaakt. Natuurlijke robijnen zijn uitzonderlijk zeldzaam, terwijl kunstmatig vervaardigde exemplaren betrekkelijk goedkoop zijn. Naast de heldere edelsteen robijn bestaat ook de minder heldere steen met dezelfde naam.

## Geschiedenis
Deze steen wordt al sinds de oudheid gewaardeerd. De oudste schriftelijke bronnen over de winning van robijnen maken melding van groeven in Birma. Vandaar kwamen de stenen via handelswegen naar de hoven en naar de tempels van de oude Egyptenaren en Grieken. In de Middeleeuwen waren robijnen ook geliefd in Rome. Aanvankelijk werden ze bewerkt tot een ovale vorm. De zeer grote en fraaie stenen hebben ook eigen namen. De robijn werd beschouwd als de levenssteen, die het hart versterkt en kracht teruggeeft. In de oudheid en de Middeleeuwen kende men aan robijnen magische krachten toe.
In de Bijbel wordt de waarde van de robijn ook onderkend, al gaat het er in sommige van die tekstgedeelten juist om dat er schatten zijn van grotere waarde: de wijsheid is kostelijker dan robijnen (Spreuken 3:15) en de waarde van een goede vrouw gaat die van robijnen in de ogen van haar echtgenoot ver te boven (Spreuken 31). Ook in Job 28 wordt robijn genoemd als een van de schatten die de mens zoekt op plaatsen waar de onschatbare en onvindbare wijsheid van de levende God niet te vinden is. Datgene, wat in de Statenvertaling soms wordt geïdentificeerd als ‘robijn’, komt in sommige andere vertalingen onder geheel andere benamingen naar voren. Men dient bij deze interpretatie rekening te houden met wat in de cultuur en de tijd van het opstellen van de betreffende vertaling als waardevol aangeschreven stond.
Robijn heeft ook een mythologische betekenis.
De robijn is een van de "negen edelstenen" in de Thaise Orde van de Negen Edelstenen.

## Ontstaan
Het ontstaan van robijnen heeft op een of andere wijze iets van doen met metamorfieten, pegmatieten en edelsteenafzettingen.

## Bewerking
De volgende zaken kunnen het product zijn van de bewerking van robijnen:
- facetslijpsel,
- cabochons,
- gesneden stenen.

## Vergelijkbare mineralen
Spinel, rubeliet en pyroop zijn vergelijkbaar met robijn.

## Determinatie
Van een steen van onbekende kwaliteit kan worden vastgesteld of het robijn is door het meten van de volgende karakteristieke eigenschappen: hardheid, soortelijk gewicht, optisch en luminescentie.

## Onderhoud
Door inwerking van warmte kan de kleur veranderen. Robijn kan zonder problemen gereinigd worden.

## Voorkomen
Robijnen worden gedolven in Afrika, Azië en Australië. Ze worden het meest gevonden in Birma, Sri Lanka en Thailand, hoewel ze ook in Montana en South Carolina zijn gevonden.
Robijnen hebben een hardheid van 9 op de hardheidsschaal van Mohs en worden onder de natuurlijke edelstenen in hardheid slechts overtroffen door diamanten. Andere variëteiten van korund heten saffier.
De robijnrode halfedelstenen worden getaxeerd volgens verscheidene kenmerken zoals grootte, kleur, duidelijkheid en besnoeiing. Alle natuurlijke robijnen hebben onvolmaaktheden en alleen kunstmatige robijnen kunnen volledig vrij van onvolmaaktheden zijn. Hoe minder het aantal en minder duidelijk de onvolmaaktheden zijn, des te waardevoller de robijn is, tenzij er helemaal geen onvolmaaktheden zijn (dat wil zeggen een "perfecte" robijn). In dat geval zou het namelijk kunnen dat het een kunstmatige robijn is. Aan sommige kunstmatige robijnen zijn stoffen toegevoegd zodat zij kunnen worden geïdentificeerd als kunstmatig, maar de meeste vereisen de tussenkomst van een gespecialiseerde taxateur om de precieze waarde te bepalen.

## Synthetische robijn
Synthetische robijn werd voor het eerst in 1837 gemaakt door Marc Antoine Gaudin bij hoge temperaturen waarbij hij een klein beetje chroom toevoegde aan aluminium. Ebelmen maakte in 1847 witte saffieren door aluminium te vermengen met boorzuur. Auguste Verneuil was de eerste die robijnen op commerciële schaal kon produceren, zoals hij in 1903 aankondigde.
De zeer veel voorkomende Verneuil-robijn, saffier en alexandriet zijn opvallend insluitselvrij en fysisch gelijk aan de natuurlijk gevormde stenen. Een herkenningsmethode is het zorgvuldig bekijken van de kleurzonering die ronde laagjes vertoont, zoals een grammofoonplaat.
De Verneuil-methode voor het produceren van synthetische robijn bestaat uit een waterstof-zuurstofbrander waar het vermalen Al2O3 poeder met de gewenste kleurstof, chroomoxide, doorheen valt en in de vlam smelt, deze druppel landt dan op een boule en kristalliseert daar uit. Door steeds regelmatig kleine beetjes poeder te laten vallen groeit het kristal tot omstreeks 5 centimeter hoogte. Bij afkoeling breekt de boule meestal in de lengterichting. Dit breukvlak wordt vaak als tafel van de edelsteen gebruikt. Hierdoor ontstaat vaak een violettige zweem in de steen door het pleochroïsme van robijn (pleochroïsme is het verschijnsel dat een steen in twee haaks op elkaar gepolariseerde richtingen een andere kleur geeft). Als de tafel haaks op het breukvlak geslepen wordt ontstaat de gewenste helderrode kleur.
Synthetische aquamarijn, feitelijk een soort synthetische spinel, wordt ook veelvuldig op deze wijze geproduceerd.
Robijn wordt ook gebruikt voor lagers in precisiehorloges.